# Свефред (король Эссекса)
Свефред (англ. Swæfred) (? — 709) — король Эссекса (694—709).
Сын Себби, Свефред стал править в Эссексе после смерти отца. Ему соправительствовал его брат Сигехерд. Их старший брат Свехард с 688 по 692 годы правил в Кенте. Эссекс попал под влияние Уэссекса, но братья не дали присяги Ине Уэссексскому. В 709 году Свефред умер.